# Elias Rahal
Elias Youssef Rahal SMSP (ur. 14 kwietnia 1942 w Ras Baalbeck) – duchowny melchicki, w latach 2004–2025 arcybiskup Baalbek.

## Życiorys
Święcenia kapłańskie przyjął 28 czerwca 1970 w melchickim zgromadzeniu Misjonarzy św. Pawła. Pracował jako misjonarz w Palestynie oraz w Syrii, był także wykładowcą w Harisie i protosyncelem syryjskiej archieparchii Latakii.
W czerwcu 2004 Synod Kościoła melchickiego mianował go archieparchą Baalbek (wybór zatwierdził 28 czerwca Jan Paweł II). Sakry udzielił mu ówczesny patriarcha Antiochii, Grzegorz III Laham.